# Лука, Предраг
Предраг Лука (серб. Предраг Лука; 11 мая 1988, Пожаревац, СР Сербия) — сербский футболист, полузащитник клуба «Млади Радник».

## Клубная карьера
Предраг Лука начал профессиональную карьеру в футбольном клубе «Млади Радник», базирующийся в его родном городе. За этот клуб он выступал в период с 2004 по 2010 года (полгода провёл в аренде в «Трговачки»). Лука присутствовал в команде, когда клуб добился высшего достижения в своей истории — выход в Суперлигу в 2009 году. После того, как клуб не смог удержаться в высшей лиге и вылетел, полузащитник перебрался в другой клуб сербской Суперлиги.
Новой его командой стал белградский «Рад». В столичном клубе Лука провёл три года. В мае 2011 года он получил травму в одном из матчей и не смог завершить сезон вместе с командой.
2 февраля 2013 года Предраг Лука официально стал игроком белградского «Партизана». Контракт рассчитан на 3,5 года. Первый мяч он смог забить 7 августа 2013 года в матче против «Доньи Срем», который закончился победой его команды со счетом 7-0.

## Достижения
- Чемпион Сербии: 2012/13